# 索博利夫卡 (布羅瓦里區)
50°44′4″N 30°45′36″E / 50.73444°N 30.76000°E
索博利夫卡（烏克蘭語：Соболівка）是位於烏克蘭北部的村莊，由基辅州布羅瓦里區的扎濟姆亞市鎮負責管轄。該村始建於1749年，面積0.83平方公里，海拔高度98米，2001年人口198，人口密度每平方公里238.6人。